# Апельсиновий сік

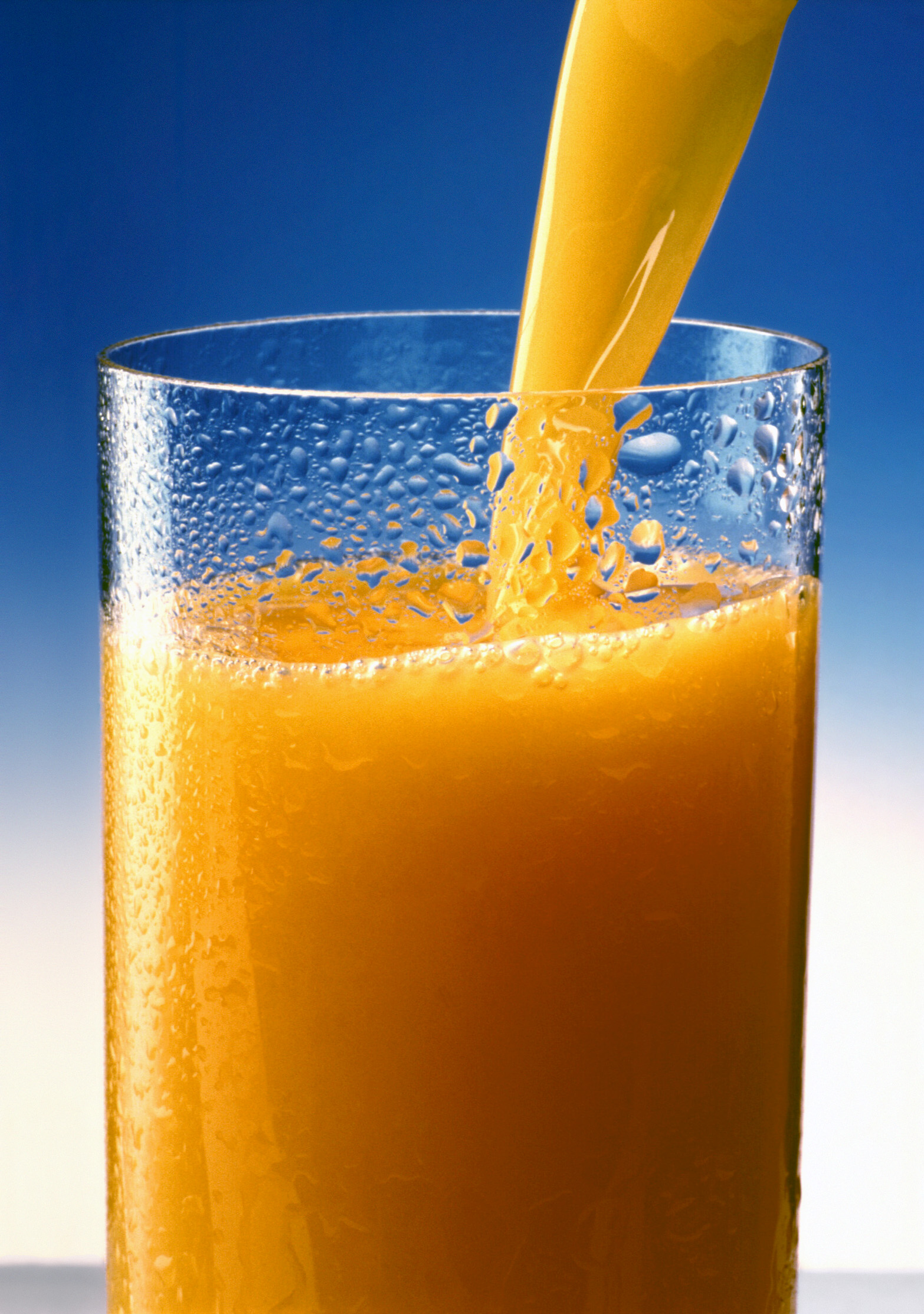
Апельсиновий сік

Апельсиновий сік — напій, виготовлений з апельсинів. Апельсиновий сік відомий своєю користю для здоров'я, зокрема, через високий вміст вітаміну C. Сік із різних сортів апельсину має різний колір та смак. Види апельсинового соку розрізняють також у залежності від способів виробництва й обробки плодів.

## Здоров'я
Склянка сирого, свіжого апельсинового соку, важить 248 грамів і містить 124 мг вітаміну С — більше, ніж рекомендована денна норма. Містить 20,8 г цукру і має енергетичну цінність 112 калорій. Також містить калій, тіамін і фолієву кислоту.
Соки цитрусових містять флавоноїди (особливо в м'якоті), які можуть мати переваги для здоров'я. Апельсиновий сік також є джерелом антиоксидантного гесперидину. Через вміст лимонної кислоти, апельсиновий сік є кислим, з типовим рН близько 3,5..

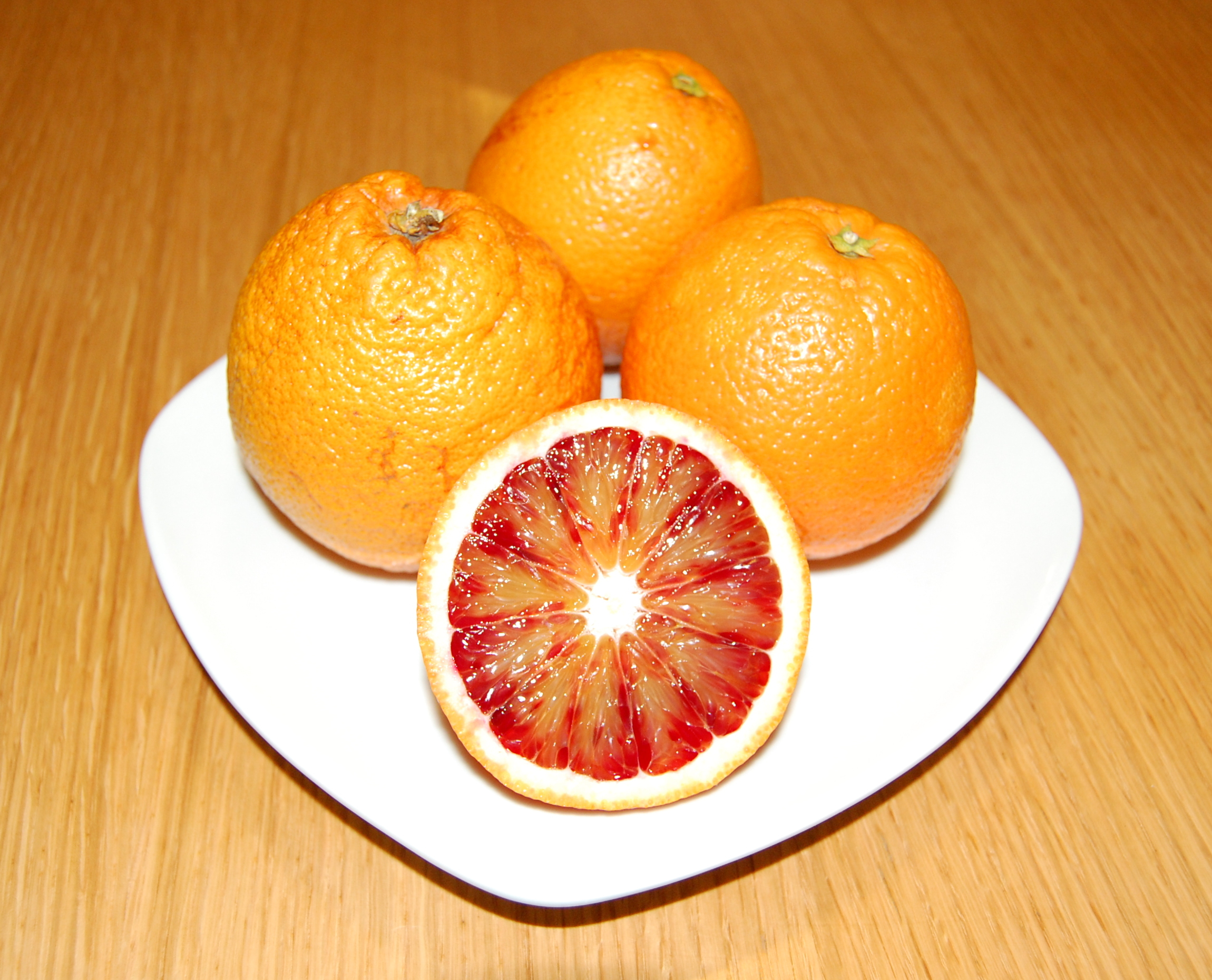
Сицилійський червоний апельсин

## Виробництво
Світове виробництво апельсинового соку 2000 року становило 2,1 млн тонн. Найбільша кількість соку було вироблено в США та Бразилії
.